# Gypsys, Tramps & Thieves
Gypsys, Tramps & Thieves  (prvotno nazvan Cher) sedmi je studijski album američke pjevačice Cher koji je u rujnu 1971. godine izdala izdavačka kuća Kapp Records. Za ovaj album Cher se odlučila za promjenu te je njen muž Sonny Bono isključen iz procesa stvaranja albuma a ona se prvi put obratila producentu Snuff Garrettu za suradnju s Al Cappsom kao aranžerom. 
Album je reizdan s novim nazivom nakon uspjeha istoimenog singla. Sa strane kritike dolaze samo pohvale a album je i 02. srpnja 1972. dobio zlatnu naknadu te postao njen prvi i komercijalno najuspješniji album 70-ih godina. 
Dvije singlice su skinute s albuma, "Gyspys, Tramps & Thieves" i "The Way Of Love" te su obje dospjele u top 10 billboardove ljestvice albuma. 

## Informacije o albumu
Nakon neuspjeha zadnja dva albuma Cher potpisuje ugovor s Kapp/MCA Records 1971. godine. Kapp i MCA su dvije izdavačke kuće gdje Cher ostaje do 1974. i s kojima doživljava najveći komercijalni uspjeh 70-ih godina. Johnny Musso iz Kapp Recordsa je smatrao da bi Cher i Snuff Garrett bili dobar tim pa ih je odlučio ujediniti. Snuff je doveden da stvori novi zvuk za Cher kojim bi ostvarila svoj prvi "comeback".
Album Cher je izdan u rujnu 1971. godine te je poslije reizdan pod nazivom "Gypsys, Tramps & Thieves" što je rezultat uspješnosti najavnog singla. Uspjehu albuma je prethodio početak emitiranja "The Sonny & Cher Comedy Hour" na CBS-u s premijerom u ljeto 1971. godine. Time je Cher promijenila svoj dotadašnji hippie stil koji su zamijenile otmjene haljine modnog dizajnera Bob Mackiea te ju etabliralo u jednu od najglamuroznijih i modno najosvještenijih žena 70-ih godina.

## Kompozicije i snimanje albuma
Uvodna kompozicija je "The Way Of Love" koja je obrada istoimene pjesme Kathy Kirby, ostale obrade na albumu su "Fire and Rain" i "He Ain't Heavy, He's My Brother". Ostatak albuma pripada adult-contemporary žanru te narativnim baladama. 
Tijekom snimanja albuma nastale su još tri pjesme, "Classified 1-A", "Don't Put It On Me" and "Gentle Foe".  Prve dvije su uvrštene na britansku verziju albuma dok su u Sjevernoj Americi bile izdane kao singlice. "Classified 1-A" se 2000. godine pojavljuje na albumu not.com.mercial kao bonus pjesma. "Gentle Foe" se pojavljuje na albumu dokumentarca Once Upon a Wheel ali ostaje neobjavljena.

## Izdavanje
Album je izdan 1971. godine te 1999. godine slijedi CD reizdanje koji izdaje izdavačka kuća Universal Records, a iste godine biva izdan i sa sljedećim albumom ''Foxy Lady'' pod nazivom Cher/Foxy Lady na zajedničkom CD-u s kompletnim sadržajem oba albuma. 
Popis pjesama:
Strana A
1. "The Way of Love" (Al Stillman, Jacques Dieval) 2:30
2. "Gypsys, Tramps & Thieves" (Bob Stone) 2:35
3. "He'll Never Know" (Harry Lloyd, Gloria Sklerov) 3:27
4. "Fire and Rain" (James Taylor) 2:59
5. "When You Find Out Where You're Goin' Let Me Know" (Linda Laurie) 2:18

Strana B
1. "He Ain't Heavy, He's My Brother"  	Bob Russell, Bobby Scott	3:30
2. "I Hate to Sleep Alone"  	Peggy Clinger	2:28
3. "I'm in the Middle"  	Billy Gale	2:45
4. "Touch and Go"  	Jerry Fuller	2:01
5. "One Honest Man"  	Ginger Greco	2:24

Britanska verzija albuma:
- 6. "Classified 1A" (UK bonus track) (Sonny Bono) 2:58 (Strana A)
- 6. "Don't Put It on Me" (UK bonus track) (Sonny Bono) 2:38 (Strana B)

## Produkcija
- glavni vokal: Cher
- producent: Snuff Garrett
- aranžer: Al Capps
- inženjer zvuka: Lennie Roberts
- fotografija: Richard Avdeon